# Marius Delahaye
Pour les articles homonymes, voir Delahaye.
Marius Delahaye est un homme politique français né le 14 mai 1877 à Arrest (Somme) et décédé le 19 octobre 1918 à Évreux (Eure).

## Biographie
Fils du maire républicain d'Arrest, auquel il succède d'ailleurs à cette fonction il est avocat à Amiens, où il défend notamment la Solidarité laïque (association d'instituteur), puis à Abbeville à partir de  1912.
Candidat républicain et laïque à l'occasion de la législative partielle organisée en 1909 à la suite du décès d'Ernest Gellé, il est battu par Henri des Lyons de Feuchin. Il prend cependant sa revanche lors des élections générales de 1914. Elu, il siège au sein du groupe des radicaux.
D'un état de santé fragile, il meurt en cours de mandat, à Évreux, où il avait été évacué à la suite de l'avancée des troupes allemandes au début de la première guerre mondiale.

## Sources
- « Marius Delahaye », dans le Dictionnaire des parlementaires français (1889-1940), sous la direction de Jean Jolly, PUF, 1960 [détail de l’édition]